# Кросплатформна віртуалізація
Кросплатформна віртуалізація (англ. Cross-platform virtualization) — це такий вид комп'ютерної віртуалізації, що дозволяє програмному продукту, що був скомпільований на одному комп'ютері (з одним апаратним забезпеченням та операційною системою), бути перенесеним без змін на інший комп'ютер з іншим апаратним та/або програмним забезпечення. Поєднання динамічної бінарної трансляції з операційною системою називають мепінгом (mapping).

## Основні положення
Ця технологія дозволяє суттєво зекономити час та ресурси розробників програмного забезпечення (ПЗ), адже вже не треба витрачати зайвий час на переналаштування ПЗ для всіх можливих конфігурацій клієнтських комп'ютерів. Але з іншого боку таке ПЗ поступається за продуктивністю та часом виконання тим програмам, що розроблялись безпосередньо для комп'ютерів заданої конфігурації. Ці нюанси слід враховувати. Кросплатформна віртуалізація може застосовуватись як тимчасове рішення поки є доступні для цього ресурси або при необхідності виконання старого коду на швидшій машині, що має достатню швидкодію, незважаючи на додаткові витрати на віртуалізацію.
Вимоги та потреби віртуалізації описані Джеральдом Попеком та Робертом Голдбергом у їх статті від 1974 року «Формальні вимоги до віртуалізованих архітектур третього покоління» Кросплатформна віртуалізація відрізняється від простої емуляції та бінарної трансляції, що включають пряму трансляцію одних сталих команд процесора в інші, завдяки наявності мепінгів, що роблять середовище віртуалізації повнішим. Кросплатформна віртуалізація є доповненням до віртуалізації серверів і десктопних застосувань віртуалізації, оскільки, як правило, обмежена одним типом процесора.

## Варіанти програмної реалізації

### STROMASYS

Логотип STROMASYS

Stromasys [недоступне посилання з липня 2019] є одним з лідерів у крос-платформній технології віртуалізації і пропонує продукцію CHARON програмного забезпечення, щоб допомогти клієнтам замінити звичні VAX, Alpha, і PDP обладнання сучасною, індустріально-стандартною системою. Виробники стверджують, що використання програмного забезпечення CHARON збільшує продуктивність автоматично за допомогою використання сучасних процесорів, систем зберігання даних і мереж.
Віртуалізація зберігає поточні інвестиції і дозволяє користувачам зберігати свої програми та бізнес-практики. Так як все продовжує працювати без змін, витрачати час та гроші на перепідготовку або набір нового персоналу не потрібно. CHARON-продукти забезпечують максимальну віддачу від інвестицій і значно нижчу вартість утримання за рахунок зменшення витрат на зміну технічної бази, споживання енергії, і витрат на охолодження.

### VirtualBox
VirtualBox є безкоштовним додатком для віртуалізації Windows, OS X або Linux. Як VirtualPC або VMWare, VirtualBox дозволяє запускати операційну систему в операційній системі. Скажімо, наприклад, ви хочете протестувати Ubuntu Linux без установки або навіть виходячи з Windows. Просто завантажте образ диска установки Ubuntu, запустіть VirtualBox, і завантажити образ диска. Розробникам ПЗ даний програмний продукт може стати в пригоді для того, щоб розробляти та тестувати свій проект на власній конфігурації комп'ютера, але у віртуальному середовищі, аналогічному середовищу замовника.

### Open Enterprise Server
OES  [Архівовано 25 травня 2012 у Wayback Machine.] оптимізовано для роботи з популярними гіпервізором віртуалізації, SUSE Linux Enterprise Server забезпечує видатну продуктивність з VMware ESX (гіпервізор компонентів інфраструктури VMware), Xen (перевірене гіпервізор віртуалізації з відкритим кодом) і Microsoft Hyper-V. Він має ядро з VMI-підтримкою (інтерфейс віртуальних машин від VMware), яке дозволяє більш ефективно спілкуватися з VMware ESX та забезпечує чудову продуктивність при роботі як гостьової операційної системи.
SUSE Linux Enterprise Server забезпечує провідні реалізації Xen, перевірених відкритих джерел віртуалізації гіпервізора. Він включає в себе графічні та інструменти командного рядка для керування створенням, налаштуванням, розгортанням, міграцією та життєвим циклом Windows, Linux і віртуальних машин. ІТ-менеджери можуть підвищити ефективність використання ресурсів, надавати бізнес-послуги швидше, і збільшити безперервність бізнесу, використовуючи цю можливість інтегруватися в SUSE Linux Enterprise Server. Він підтримує паравіртуалізацію (зі зміненими гостьовими операційними систем), а також повну віртуалізацію (з незмінюваними гостьовими операційними системами), забезпечуючи максимальну гнучкість і продуктивність.